# Circuit Bancaixa 06/07
La XVI Lliga Professional d'Escala i Corda 06-07 del Circuit Bancaixa és el torneig cimera de la pilota valenciana, organitzat per l'empresa ValNet, de la modalitat de l'Escala i corda.
Es juga a diverses fases, les dues primeres són una lligueta tots contra tots en què els dos darrers classificats resten eliminats. Cada victòria suma 3 punts, però l'equip perdedor pot sumar-ne 1 si arriba als 50 tants. Es passa així dels 8 equips originals, a 6 en la segona fase, i 4 a les semifinals d'anada i tornada. La final es juga al millor de tres partides.
La final va ser retransmesa per Canal 9 un diumenge de Pasqua que coincidia amb un partit del València CF, obtenint pics d'audiència de 100.000 persones.

## Equips
- Ajuntament d'Alcàsser
  - Colau, Jesús i Pigat III
- Ajuntament de Benidorm
  - Genovés II i Solaz
- Ajuntament de L'Eliana
  - Álvaro i Tato
- Ajuntament de Pedreguer
  - Víctor, Fèlix i Salva
- Ajuntament de Petrer
  - Miguel i Grau
- Ajuntament de Sagunt
  - León i Dani
- Ajuntament de València
  - Núñez, Melchor i Tino
- Ajuntament de Vila-real
  - Mezquita, Sarasol II i Oñate

### Feridors
- Miguelín i Pedrito

### Reserves
- Escalaters:
  - Adrián I, Cervera, Pedro i Soro III
- Mitgers i punters:
  - Bernat, Herrera, Raül II i Voro

## Resultats

### 1a Fase
| Data     | Trinquet                           | Equip                        | Equip                        | Resultat |
| -------- | ---------------------------------- | ---------------------------- | ---------------------------- | -------- |
| 22/11/06 | Guadassuar                         | Álvaro i Tato                | Genovés II i Solaz           | 50-60    |
| 24/11/06 | Sueca                              | Miguel i Grau                | León i Dani                  | 50-60    |
| 25/11/06 | Pelayo (València)                  | Pedro, Sarasol II i Oñate    | Colau, Jesús i Pigat III     | 60-40    |
| 26/11/06 | Trinquet del Pla de l'Arc (Llíria) | Núñez, Melchor i Tino        | Cervera, Fèlix i Salva       | 60-50    |
| 28/11/06 | Trinquet Tio Pena (Massamagrell)   | Genovés II i Solaz           | Miguel i Grau                | 40-60    |
| 03/12/06 | L'Eliana                           | Álvaro i Tato                | León i Dani                  | 50-60    |
| 04/12/06 | Benidorm                           | Pedro, Sarasol II i Oñate    | Víctor, Fèlix i Herrera      | 60-45    |
| 06/12/06 | Alcàsser                           | Colau, Jesús i Pigat III     | Núñez, Melchor i Tino        | 35-60    |
| 08/12/06 | Trinquet del Pla de l'Arc (Llíria) | Genovés II i Solaz           | León i Dani                  | 60-50    |
| 10/12/06 | Petrer                             | Álvaro i Tato                | Miguel i Grau                | 60-40    |
| 12/12/06 | Alberic                            | Pedro, Sarasol II i Oñate    | Núñez, Melchor i Tino        | 60-55    |
| 15/12/06 | Sueca                              | Colau, Jesús i Pigat III     | Cervera, Fèlix i Herrera     | 60-40    |
| 16/12/06 | Pedreguer                          | Genovés II i Solaz           | Pedro, Sarasol II i Oñate    | 55-60    |
| 17/12/06 | Trinquet de Bellreguard            | Miguel i Grau                | Núñez, Melchor i Tino        | 30-60    |
| 20/12/06 | Guadassuar                         | Álvaro i Tato                | Colau, Jesús i Pigat III     | 55-60    |
| 24/12/06 | Sagunt                             | León i Dani                  | Cervera, Fèlix i Herrera     | 60-35    |
| 03/01/07 | Benidorm                           | Genovés II i Solaz           | Colau, Jesús i Pigat III     | 60-45    |
| 04/01/07 | Pelayo (València)                  | Álvaro i Tato                | Mezquita, Sarasol II i Oñate | 55-60    |
| 06/01/07 | Trinquet del Pla de l'Arc (Llíria) | Miguel i Grau                | Víctor, Fèlix i Herrera      | 50-60    |
| 07/01/07 | L'Eliana                           | Pedro i Dani                 | Núñez, Melchor i Tino        | 25-60    |
| 09/01/7  | Alberic                            | Genovés II i Solaz           | Víctor, Fèlix i Herrera      | 60-25    |
| 12/01/07 | Trinquet de Bellreguard            | Álvaro i Tato                | Núñez, Melchor i Tino        | 60-40    |
| 13/01/07 | Pelayo (València)                  | Miguel i Grau                | Mezquita, Sarasol II i Oñate | 60-30    |
| 14/01/07 | Alcàsser                           | León i Dani                  | Colau, Jesús i Pigat III     | 50-60    |
| 17/01/07 | Guadassuar                         | Genovés II i Solaz           | Núñez, Melchor i Tino        | 50-60    |
| 19/01/07 | Sueca                              | Álvaro i Tato                | Víctor, Fèlix i Herrera      | 60-30    |
| 20/01/07 | Pedreguer                          | Miguel i Grau                | Colau, Jesús i Pigat III     | 60-55    |
| 21/01/07 | Sagunt                             | Soro III, Sarasol II i Oñate | León i Dani                  | 60-55    |

### 2a Fase
| Data     | Trinquet                         | Equip                        | Equip                        | Resultat |
| -------- | -------------------------------- | ---------------------------- | ---------------------------- | -------- |
| 27/01/07 | Pelayo (València)                | Núñez, Melchor i Tino        | Mezquita, Sarasol II i Oñate | 50-60    |
| 27/01/07 | Pedreguer                        | Álvaro i Tato                | Miguel i Grau                | 45-60    |
| 28/01/07 | Trinquet de Benissa              | León i Dani                  | Genovés II i Solaz           | 60-45    |
| 31/01/07 | Guadassuar                       | Mezquita, Sarasol II i Oñate | Miguel i Grau                | 60-55    |
| 01/02/07 | Pelayo (València)                | Álvaro i Tato                | Genovés II i Solaz           | 45-60    |
| 02/02/07 | Sueca                            | León i Dani                  | Núñez, Melchor i Tino        | 60-40    |
| 04/02/07 | Guadassuar                       | Mezquita, Sarasol II i Oñate | Genovés II i Solaz           | 60-45    |
| 05/02/07 | Benidorm                         | Álvaro i Tato                | León i Dani                  | 60-50    |
| 06/02/07 | Trinquet Tio Pena (Massamagrell) | Miguel i Grau                | Núñez, Melchor i Tino        | 55-60    |
| 10/02/07 | Petrer                           | Mezquita, Sarasol II i Oñate | Álvaro i Tato                | 30-60    |
| 11/02/07 | Castalla                         | León i Dani                  | Miguel i Grau                | 60-50    |
| 14/02/07 | Guadassuar                       | Genovés II i Solaz           | Núñez, Melchor i Tino        | 45-60    |
| 16/02/07 | Trinquet de Bellreguard          | Mezquita, Sarasol II i Oñate | León i Dani                  | 45-60    |
| 17/02/07 | Pelayo (València)                | Álvaro i Tato                | Núñez, Melchor i Tino        | 30-60    |
| 18/02/07 | Xeraco                           | Genovés II i Solaz           | Miguel i Grau                | 60-30    |

### Semifinals
| Data     | Trinquet                | Equip                        | Equip              | Resultat |
| -------- | ----------------------- | ---------------------------- | ------------------ | -------- |
| 23/02/07 | Sueca                   | Mezquita, Sarasol II i Oñate | Genovés II i Solaz | 60-40    |
| 02/03/07 | Trinquet de Bellreguard | Mezquita, Sarasol II i Oñate | Genovés II i Solaz | 60-40    |

| Data     | Trinquet                           | Equip                 | Equip       | Resultat |
| -------- | ---------------------------------- | --------------------- | ----------- | -------- |
| 25/02/07 | Trinquet de Benissa                | Núñez, Melchor i Tino | León i Dani | 60-50    |
| 04/03/07 | Trinquet del Pla de l'Arc (Llíria) | Núñez, Melchor i Tino | León i Dani | 60-40    |

### Finals
| Data     | Trinquet          | Equip                        | Equip                 | Resultat   |
| -------- | ----------------- | ---------------------------- | --------------------- | ---------- |
| 11/03/07 | Guadassuar        | Mezquita, Sarasol II i Oñate | Núñez, Melchor i Tino | 35-60      |
| 18/03/07 | Pelayo (València) | Mezquita, Sarasol II i Oñate | Núñez, Melchor i Tino | 50-60      |
| 25/03/07 | Pelayo (València) | Mezquita, Sarasol II i Oñate | Núñez, Melchor i Tino | No es juga |

### Galeria d'honor
- Campió:
  - Ajuntament de València
  - Núñez, Melchor i Tino
- Subcampió:
  - Ajuntament de Vila-real
  - Mezquita, Sarasol II i Oñate